# Aspidolite
La aspidolite è un minerale appartenente al gruppo delle miche.

## Etimologia
Il nome deriva dal greco ἀσπίς, ἀσπίδος, aspìs, aspìdos, che significa scudo, ad indicare l'aspetto macroscopico dei cristalli e λίθος, lìthos, cioè pietra, minerale.